# Замошье (Лельчицкий район)
Замошье (бел. Замошша) — деревня в Ударненском сельсовете Лельчицкого района Гомельской области Беларуси.
На западе урочище Березник, на юге урочище Лесец.

## География

### Расположение
В 28 км на север от Лельчиц, 67 км от железнодорожной станции Ельск (на линии Калинковичи — Овруч), 243 км от Гомеля.

### Гидрография
На западе, юге и севере мелиоративные каналы, соединённые с протоком Старая Уборть (бассейн реки Припять). 
Рядом с населёнными пунктами Свидное и Замошье расположено водохранилище Свидное (река Убороть и отводимые с польдера «Замошье» воды).

## Транспортная сеть
Транспортные связи по автодороге, которая соединяет деревню с Лельчицами. Планировка состоит из 4 параллельных между собой улиц, ориентированных с юго-запада на северо-восток. На северо-западе и юго-востоке обособленные участки деревни. Застройка преимущественно деревянная, двусторонняя, плотная.

## История
Согласно письменным источникам известна с XVI века как селение в Трокском воеводстве, с 1565 года в Пинском повете Брестского воеводства Великого княжества Литовского, шляхетская собственность. В XVIII веке во владении иезуитов, затем казны, в 1777 году продана епископу виленскому И. Масальскому.
После 2-го раздела Речи Посполитой (1793 год) в составе Российской империи. Согласно переписи 1897 года действовала часовня. В 1908 году действовала церковно-приходская школа, которая размещалась в наёмном крестьянском доме.
С 20 августа 1924 года до 1988 года центр Замошского сельсовета Лельчицкого, с 25 декабря 1962 года Мозырского, с 6 января 1965 года Лельчицкого районов Мозырского (до 26 июля 1930 года и с 21 июня 1935 года по 20 февраля 1938 года) округа, с 20 февраля 1938 года Полесской, с 8 января 1954 года Гомельской областей.
В 1930 году организован колхоз «Победа», работала кузница. Во время Великой Отечественной войны в июле 1943 года оккупанты сожгли 139 дворов и убили 27 жителей. В боях против немецких захватчиков около деревни погибли 154 советских солдата (похоронены в братской могиле на кладбище). Вместе с частями Красной Армии в боях за освобождение деревни участвовали партизаны Лельчицкой партизанской бригады. Согласно переписи 1959 года в составе совхоза-комбината «Ударный» (центр — деревня Ударное), располагались лесничество, 9-летняя школа, клуб, библиотека, фельдшерско-акушерский пункт, отделение связи, магазин.

## Население

### Численность
- 2004 год — 143 хозяйства, 334 жителя.

### Динамика
- 1795 год — 17 дворов.
- 1811 год — 28 дворов.
- 1897 год — 38 дворов, 215 жителей (согласно переписи).
- 1908 год — 64 двора, 384 жителя.
- 1917 год — 474 жителя.
- 1921 год — 84 двора, 517 жителей.
- 1925 год — 92 двора.
- 1940 год — 142 двора, 614 жителей
- 1959 год — 782 жителя (согласно переписи).
- 2004 год — 143 хозяйства, 334 жителя.

## Известные уроженцы
- П. И. Коноплич — Герой Социалистического Труда.
- Протоиерей Пётр Андриевский — православный богослов.